# 階級国家
階級国家（かいきゅうこっか）とは、カール・マルクスによって提唱された国家の概念。これは国家というものは支配階級にとっての自らの利益を追求するための組織であるということである。このためにある階級がある階級を支配し抑圧するということが国家を構成することとなる要素であるというわけである。そして国家というものは存在している階級対立の上に立っているということであり、このために国家と呼ぶべきものは全てが階級国家となるということである。共産主義者にとっては社会において存在している階級を廃止するということが目的であり、このことによりある階級がある階級を抑圧するために存在していた権力というものも無くなるという事である。このために階級を廃止するということは、即ち国家を廃止するということになるというわけである。

## 批評
マルクスおよびマルクス主義の階級国家論に対しては、ガエターノ・モスカ、ヴィルフレド・パレート、マックス・ヴェーバー、アンソニー・ギデンズ、マイケル・マン、ジョナサン・ウルフらによる批判的評価がなされている。詳細はマルクス主義批判#階級・国家・権力に関する論評を参照。